# Електрослабка взаємодія
Електрослабка взаємодія — тип фундаментальної взаємодії, що об'єднує в єдине ціле електромагнітну та слабку взаємодію. Теорія електрослабкої взаємодії була створена в кінці 1960-тих Шелдоном Лі Ґлешоу, Стівеном Вайнбергом та Абдусом Саламом, за що їм була присуджена Нобелівська премія за 1979. Учені сконструювали систему полів, які при малих енергіях розпадаються на електромагнітне поле і поля, що забезпечують слабку взаємодію, але при великих енергіях, вище певної енергії об'єднання, складають єдині поля, в яких електромагнітна і слабка взаємодія не розрізняються. Енергія об'єднання має порядок 100 ГеВ. Частинки такої енергії, мабуть, існували в перші долі секунди після Великого вибуху, коли температура Всесвіту перевищувала 1015 К.  
Експериментальне підтвердження теорія електрослабкої взаємодії отримала завдяки відкриттю нейтральних струмів у ЦЕРНі в 1973 та міжнародним експериментам UA1 та UA2, які в 1983 році до відкриття калібрувальних Z i W бозонів.
Електрослабка взаємодія входить до Стандартної моделі.

## Засади теорії
Теорія слабкої взаємодії виходить із існування чотирьох безмасових полів, частинками яких є W+, W0 та W- бозони із слабким ізоспіном та B0 бозон із слабким гіперзарядом. Поля цих частинок утворюють SU(2)×U(1) групу. В Стандартній моделі ці частинки отримують маси за механізмом Гіггса, стаючи важкими калібрувальними бозонами та фотонами. Механізм Гіггса забезпечує спонтанне порушення симетрії й утворення нових полів, частинками яких є {\displaystyle W^{\pm }}, Z0 бозони й фотони.  Частинки саме цих полів існують при енергіях, менших від енергії об'єднання.

## Рекомендована література
- Бьёркен Дж. Д., Дрелл С. Д. Релятивистская квантовая теория. — М. : Наука, 1978. — 296+408 с.
- Зи Э. Квантовая теория поля в двух словах. — Ижевск : РХД, 2009. — 632 с.
- Ициксон К., Зюбер Ж.-Б. Квантовая теория поля. — М. : Мир, 1984. — 448+400 с.
- Пескин М., Шрёдер Д. Введение в квантовую теорию поля. — Ижевск : РХД, 2001. — 784 с.
- Райдер Л. Квантовая теория поля. — М. : Мир, 1987. — 512 с.